# 許嘉
許 嘉（きょ か、? - 紀元前28年）は、前漢の人。昌邑国の人。宣帝の皇后許平君の従兄弟にあたり、成帝の許皇后の父。大司馬車騎将軍になった。

## 略歴
宣帝の皇后で元帝の母の許平君の父の許広漢は、列侯（平恩侯）となったが、後継ぎがおらず断絶していた。そこで初元元年（紀元前48年）に、許広漢の弟の許延寿の中子であった中常侍の許嘉が平恩侯に封じられ、許広漢の後を継いだ。
許嘉は初元3年（紀元前46年）に侍中衛尉から左将軍となり、永光3年（紀元前41年）に左将軍衛尉から大司馬車騎将軍になった。
また、元帝は母の許平君が皇后に立てられてすぐに殺されたのを悼み、許嘉の娘を皇太子（成帝）の妃とした。その娘は成帝が即位すると皇后に立てられた（許皇后）。
成帝が即位すると、自分の母の一族である王鳳を重んじ、建始3年（紀元前30年）に許嘉を解任して黄金と特進の位を下賜した。
許嘉は河平元年（紀元前28年）に死亡した。恭侯と諡された。平恩侯は子の許況が継いだ。